# Consell de la Generalitat Valenciana a la XI Legislatura
El Consell de la Generalitat Valenciana corresponent al període 2023-2027 correspon a la XI legislatura del període democràtic.

## Cronologia
L'any 2023, el Partit Popular (PP) va tornar a guanyar les eleccions a les Corts Valencianes després de la victòria socialista del 2019. No obstant això, no va obtindre majoria absoluta i, atesa la impossibilitat que el govern del Botànic es reeditara, el candidat popular, Carlos Mazón, va haver de negociar un pacte de govern amb Vox, que es va tancar ràpidament. Carlos Mazón va ser investit president de la Generalitat Valenciana el 13 de juliol de 2023. El nomenament dels nous consellers i conselleres es va publicar al DOGV el 19 de juliol, i el mateix dia es va celebrar l'acte de presa de possessió al Palau de la Generalitat.
El govern presidit per Carlos Mazón, a més dels càrrecs nomenats pel PP, estarà format per membres de Vox amb una vicepresidència i dues conselleries per al seu soci Vox. Concretament amb la vicepresidència primera i conselleria de Cultura i Esports dirigida per l'ex-torero Vicente Barrera i les conselleries de Justícia i Interior i d'Agricultura, Ramaderia i Pesca. El PP gestiona les restants 6 conselleries, a més de la vicepresidència segona sota la figura de la consellera Susana Camarero, i la portaveu del Consell que recau en la consellera Ruth Merino.

### 1a crisi de govern: eixida de Vox
El juliol de 2024, poc menys d'un any de la presa de possessió del govern, Vox decideix trencar els pactes de govern subscrits amb el PP a tota Espanya arran de la polèmica sorgida per l'acord entre el govern de l'Estat (PSOE) amb les comunitats autònomes per a la distribució de menors migrants. El líder de Vox Santiago Abascal anuncia el trencament dels acords de govern arreu de l'Estat la nit de l'11 de juliol i minuts després el president de la Generalitat Valenciana anuncia el cessament del vicepresident del Consell Vicente Barrera i els dos consellers de Vox al govern: Elisa Núñez i José Luis Aguirre.
A l'endemà a primera hora el president Mazón va anunciar la reestructuració del Consell de la Generalitat sense Vox. La vicepresidenta segona Susana Camarero passava a ser la única vicepresidenta i es dissolia la conselleria dirigida fins aleshores per Barrera, Cultura i Esports. Les competències de cultura passaven a la conselleria d'Educació, Universitats i Ocupació mentre que les referides a Esports eren assumides per presidència. Els altres canvis resultants de la crisi de govern estigueren el nomenament de la fins a aquell moment consellera de Medi Ambient Salomé Pradas com a nova responsable del departament de Justícia i Interior i la seua substitució per Vicente Martínez Mus al capdavant de l'àrea de Medi Ambient, Aigua, Infraestructures i Territori. També s'incorporà al Consell Miguel Barrachina a la Conselleria d'Agricultura, Ramaderia i Pesca.

### 2a crisi de govern: Gota freda de 2024
El 29 d'octubre de 2024 esdevé a diverses comarques del País Valencià una devastadora gota freda o DANA que deixà més de 200 víctimes mortals i un important impacte a una part important del País. La gestió de l'emergència, les declaracions públiques i les accions posteriors per part del president de la Generalitat i el seu Consell varen estar posades en entredit no només pels partits de l'oposició, sinó també per la societat i els mitjans de comunicació.
El 15 de novembre, durant la compareixença a les Corts per a explicar la gestió de la catàstrofe, Carlos Mazón va anunciar una crisi de govern per a abordar la gestió de la catastrofe creant una estructura de govern renovada amb una nova vicepresidència per a la Recuperació Econòmica i Social, i una conselleria d'Emergències. Tres dies després, el 18 de novembre va anunciar la destitució de Nuria Montes com a consellera d'Innovació, Indústria, Comerç i Turisme arran d'unes polèmiques declaracions relacionades amb els familiars de les víctimes de en què Montes afirmava que «no es permetrà l’accés de familiars a la zona on tenim custodiats tots els morts.» Tot i la seua posterior disculpa, Mazón la va substituir per Marián Cano, anteriorment candidata del PP a les eleccions europees i en aquell moment presidenta executiva de l'Associació Valenciana d'Empresaris del Calcer (Avecal).
El 19 de novembre Carlos Mazón torna a anunciar un nou nomenament. En aquest cas el de Francisco José Gan Pampols, tinent general de l'Exèrcit de Terra espanyol en la reserva, com a vicepresident de la Reconstrucció Econòmica i Social amb objectiu de centralitzar les accions destinades a la recuperació i normalització econòmica i social del País Valencià. Gan Pampols s'incorporà al Consell preservant la seua independència i anunciant que no acceptaria directrius polítiques de cap tipus.
El nomenament de Gan Pampols també va estar envoltat de polèmica arran de l'anunci d'aprovació d'un decret que permetria superar el topall salarial vigent per als membres del Consell de la Generalitat. Segons el mateix vicepresident i conseller, aquest decret permetria «adequar retribucions de personal que passa d'una administració a una altra».  Finalment el decret va ser derogat tot i que algunes disposicions es varen mantindre permetent que Gan Pampols cobrara 15.000 euros més que la seua homòloga Susana Camarero.
El 20 de novembre de 2024 arriba el torn de la consellera responsable de les emergències, la consellera de Justícia i Interior Salomé Pradas que durant la catastròfica jornada de la gota freda va estar al capdavant del Centre de Coordinació d'Emergència (CECOPI) i que va declarar posteriorment que desconeixia el sistema d'alertes a la població a través dels telèfons mòbils. Mazón la destitueix i crea un nou departament per a dirigir Emergències i Interior amb Juan Carlos Valderrama com a conseller. El departament de Justícia incorpora l'àrea d'Administració Pública i situa a la doctora en Dret Núria Martínez al capdavant.
Finalment el 22 de novembre, una setmana després de l'anunci de Mazón a les Corts de la seua intenció per remodelar el Consell, es publica al Diari Oficial de la Generalitat Valenciana (DOGV) els canvis anunciats de forma escalonada durant la setmana prèvia. Aquest gest va ser interpretat com una mostra de la debilitat del president i la dificultat per tal de formar un nou govern amb perfils polítics i tècnics.

### Consulta sobre la llengua vehicular a l'ensenyament
Del 25 de febrer al 4 de març de 2025 les famílies de l'alumnat des de 2n cicle d'Infantil, Primària i els tres primers cursos d'Educació Secundària Obligatòria (ESO) van ser consultades si el valencià o el castellà havia de ser la llengua base en l'ensenyament, i el valencià es va imposar amb un 50,53% dels vots, i de manera aclaparadora a les comarques on domina lingüísticament el valencià, un 70,5% a Castelló i un 57,8% a València, en canvi el castellà va guanyar amb el 66% dels vots, tanmateix la Conselleria d'Educació, liderada per José Antonio Rovira, ha denegat la creació d'unitats en valencià a les comarques castellanoparlants en què va guanyar l'eleccio del valencià.

### Represa de l'acord amb Vox
El 17 de març de 2025 Carlos Mazon va anunciar l'acord amb Vox per aprovar els pressupostos de la Generalitat Valenciana per al 2025.

## Estructura
| Presidència: Carlos Mazón Guixot (PPCV) |

| Conselleries                                              | Titulars                         | Titulars                         | Titulars                                 |
| --------------------------------------------------------- | -------------------------------- | -------------------------------- | ---------------------------------------- |
| Conselleries                                              | 19 de juliol de 2023             | 12 de juliol de 2024             | 23 de novembre de 2024                   |
| Vicepresidència Primera                                   | Vicente Barrera Simó (Vox)       | Susana Camarero Benítez (PPCV)   | Susana Camarero Benítez (PPCV)           |
| Conselleria de Cultura i Esport                           | Vicente Barrera Simó (Vox)       | Dissolta                         | Dissolta                                 |
| Vicepresidència Segona                                    | Susana Camarero Benítez (PPCV)   | Dissolta                         | Francisco José Gan Pampols (Independent) |
| Conselleria de Serveis Socials, Igualtat i Habitatge      | Susana Camarero Benítez (PPCV)   | Susana Camarero Benítez (PPCV)   | Susana Camarero Benítez (PPCV)           |
| Conselleria per a la Recuperació Econòmica i Social       | Inexistent                       | Inexistent                       | Francisco José Gan Pampols (Independent) |
| Portaveu del Consell                                      | Ruth Merino Peña (Independent)   | Ruth Merino Peña (Independent)   | Susana Camarero Benítez (PPCV)           |
| Conselleria d'Hisenda i Economia                          | Ruth Merino Peña (Independent)   | Ruth Merino Peña (Independent)   | Ruth Merino Peña (Independent)           |
| Conselleria de Justícia i Administració Pública           | Elisa Núñez Sánchez (Vox)        | Salomé Pradas Ten (PPCV)         | Nuria Martínez Sanchis                   |
| Conselleria de Sanitat                                    | Marciano Gómez Gómez (PPCV)      | Marciano Gómez Gómez (PPCV)      | Marciano Gómez Gómez (PPCV)              |
| Conselleria d'Educació, Cultura, Universitats i Ocupació  | José Antonio Rovira Jover (PPCV) | José Antonio Rovira Jover (PPCV) | José Antonio Rovira Jover (PPCV)         |
| Conselleria d'Agricultura, Aigua, Ramaderia i Pesca       | José Luis Aguirre Larrauri (Vox) | Miguel Barrachina Ros (PPCV)     | Miguel Barrachina Ros (PPCV)             |
| Conselleria de Medi Ambient, Infraestructures i Territori | Salomé Pradas Ten (PPCV)         | Vicente Martínez Mus (PPCV)      | Vicente Martínez Mus (PPCV)              |
| Conselleria d'Innovació, Indústria, Comerç i Turisme      | Nuria Montes de Diego (PPCV)     | Nuria Montes de Diego (PPCV)     | Marián Cano García (PPCV)                |
| Conselleria d'Emergències i Interior                      | Inexistent                       | Inexistent                       | Juan Carlos Valderrama Zurian (PPCV)     |

1. ↑  Integra les competències d'Administració Pública fins a la remodelació del Consell efectuada el 22 de novembre de 2024.
2. ↑  Integra les competències d'Interior fins a la remodelació de Consell efectuada el 22 de novembre de 2024, moment en què incorpora les competències d'Administració Pública, anteriorment en la Conselleria d'Hisenda i Economia.
3. ↑  Incorpora les competències en matèria de Cultura, anteriorment a la Conselleria de Cultura i Esport, amb la remodelació del Consell efectuada el 12 de juliol de 2024
4. ↑  Incorpora les competència en matèria d'Aigua, anteriorment integrades a la Conselleria de Medi Ambient, Infraestructures i Territori, amb la remodelació del Consell efectuada el 12 de juliol de 2024.
5. ↑  Integra les competències d'Aigua fins a la remodelació del Consell efectuada el 12 de juliol de 2024.